# باتريك يوينغ
باتريك يوينغ (بالإنجليزية: Patrick Ewing) مواليد 5 أغسطس 1962 في كينغستون، هو لاعب كرة سلة أمريكي جامايكي سابق بدأ مسيرته الاحترافية في سنة 1985 يلعب مع فريق شارلوت هورنتس في الرابطة الوطنية لكرة السلة. يبلغ طوله 7 قدم 0 بوصة (2.1 م). اعتزل اللعب في 2002.

## فرق لعب لها
- نيويورك نيكس
- أورلاندو ماجيك

## الميداليات
| الميدالية | المسابقة                       |
| --------- | ------------------------------ |
| ذهبية     | الألعاب الأولمبية الصيفية 1984 |
| ذهبية     | الألعاب الأولمبية الصيفية 1992 |

## روابط خارجية
- باتريك يوينغ على موقع IMDb (الإنجليزية)
- باتريك يوينغ على موقع الموسوعة البريطانية (الإنجليزية)
- باتريك يوينغ على موقع إن إن دي بي (الإنجليزية)
- باتريك يوينغ على موقع قاعدة بيانات الفيلم (الإنجليزية)
- باتريك يوينغ على موقع الاتحاد الدولي لكرة السلة (الإنجليزية)
- باتريك يوينغ على موقع إن بي أي (الإنجليزية)
- باتريك يوينغ على موقع سبورتس رفرنس (الإنجليزية)
- باتريك يوينغ على موقع كرة السلة الأوروبية.كوم (الإنجليزية)
- باتريك يوينغ على موقع إي إس بي إن.كوم (الإنجليزية)
- باتريك يوينغ على موقع كلية كرة السلة في سبورتس رفرنس.كوم (الإنجليزية)
- باتريك يوينغ على موقع ريلجم (الإنجليزية)
- باتريك يوينغ على موقع بروبوليرز (الإنجليزية)
- باتريك يوينغ على موقع قاعة المشاهير الجامعة الوطنية لكرة السلة (الإنجليزية)
- باتريك يوينغ على موقع سبورتس رفرنس (الإنجليزية)